# Hipótesis chibchano-paezana
La hipótesis chibchano-paezana o Macro-Chibcha consiste en que un conjunto de familias lingüísticas de lenguas amerindias de Centroamérica, formarían una familia de lenguas, y tendrían un origen común.
La hipótesis más popular es la propuesta por Joseph Greenberg (1987) que se basa en propuestas y trabajos comparativos de otros autores como Beuchat (1910), Jijón y Camaño (1939), Loukotka (1942), MacQuown (1955), Mason (1950) o Rivet (1952). Hasta la fecha solo se ha probado mediante el método comparativo el parentesco de las familias chibcha, misumalpa y lenca que juntas formarían la familia lenmichí.

## Hipótesis
La postulación de parentescos lejanos de las lenguas chibchas con otras lenguas del América del Sur y Centroamérica tiene una larga historia. Incluso Paul Rivet propuso un parentesco entre el chibcha y las lenguas hokanas de América del Norte. Morris Swadesh (1959) consideró separadas la familia chibcha y una macrofamilia páez en la que incluyó al kunza de los atacameños, al mashubi y al kapixanã. Otras evidencias léxicas débiles condujeron a conjeturas sobre el parentesco de otras lenguas como la lengua de los andaquí (que muestra una relación con el páez, señalada por Jijón y Camaño, y que actualmente se considera el resultado de préstamo lingüístico). Tanto Jijón y Camaño como Rivet propusieron incluir las lenguas de los Cofán y de los Camsá, como chibchas.
Para Joseph Greenberg y Ruhlen, retomando alguna de las propuestas anteriores, el núcleo de este grupo chibcha-paezano está constituido por las familias macro-chibcha, que incluiría según estos autores además de la familia chibca, a la familia chocó y a la familia yanomami. La hipótesis chibchana-paezana postula no solo que las lenguas macro-chibcha constituyen una unidad filogenética válida sino que además la familia misumalpa, la familia barbacoa y el idioma páez están relacionados con el macro-chibcha.
Posteriormente Terrence Kaufman (1994) agrega a esa macrofamilia el itonama y además el warao, que otros clasificaron antes como chibcha. Sin embargo, todos los trabajos anteriores se basan en datos muy pobres y la mayoría de los especialistas la consideran no concluyente y altamente especulativa.
Si bien la propuesta de Greenberg ha sido ampliamente criticada por los americanistas, otra propuesta reciente, esta sí basada en un uso riguroso del método comparativo es la de Adolfo Constenla, que el propio autor denomina grupo macro-chibcha o len-mi-chí. El núcleo estaría formado por las familias lenca, misumalpa y chibcha. El origen común de las lenguas chibchas ha sido plenamente establecido por Constenla (1981, 1988); el de las lenguas misumalpa por el mismo Constenla (1987, 1998), Hale (1991) y Rouvier (1992); y el de las lenguas barbacoanas por Curnow y Liddicoat (1998). Sin embargo el parentesco entre el lenca-misumalpa-chibcha, el barbacoano y el páez, no ha sido rigurosamente probado mediante el método comparativo.

### Subgrupos del chibchano
El chibchano revisado por Greenberg en 1987 constaba de unas 8 ramas, entre las que estaban:
1. Cuitlateco
2. Lenca
3. Chibcha nuclear
4. Paya
5. Tarasco
6. Xinca
7. Yanomami
8. Yunca-Puruhá

En la lista anterior Greenberg da por sentado que las lenguas misumalpas forman parte del chibcha nuclear y considera al paya como no-chibcha. Sin embargo, la evidencia comparativa muestra que el paya es de hecho una rama del chibcha y las lenguas misumalpas están más estrechamente emparentadas con el lenca. Las reconstrucciones rigurosas basadas en el método comparativo sugieren que el lenca, el misumalpa y el chibcha con parentesco demostrable, aunque la agrupación interna de dicha unidad filogenética, es diferente de la que Greenberg propone. En cuanto al resto de lenguas aisladas cuitlateco, xinca y casi-aisladas yanomami y puruha existe muy poca evidencia en favor de la hipótesis de agrupamiento de Greenberg.

### Subgrupos del paezano
El grupo paezano de Greenberg parece reunir un conjunto de lenguas muy heterogéneo, con un número importante de lenguas no clasificadas, por lo que parece más un cajón de sastre que una propuesta sólida de parentesco. Las 10 ramas que lo componen son:
1. Allentiac (huarpe)
2. Atacama
3. Betoi
4. Chimú
5. Itonama
6. Jirajira
7. Mura-pirahã
8. Paezano nuclear
  1. Andakí
  2. Barbacoano
  3. Chocó
  4. Paez
9. Tinigua
10. Warao

Excepto por las lenguas chocó, las barbacoanas y las jirajiranas el resto de lenguas en esta lista está formadas por lenguas aisladas, casi-aisladas y lenguas no clasificadas.

### Lenguas lenmichíes
En 2005, Adolfo Constenla aplicó el método comparativo de manera ortodoxa a las lenguas chibchenses, misumalpas y lencas, y encontró un número razonable de cognados entre los cuales pudo establecer correspondencias fonéticas regulares. Su trabajo no considera el resto de familias que Greenberg incluyó dentro del macro-chibchano-paezano. El trabajo de Constenla tiene mucha mejor aceptación ya que presentó los datos de sus reconstrucciones y evidenció cuales eran las correspondencias fonéticas existentes.

## Críticas
Adolfo Constenla (1981, 1991, 1993) examinó con el método comparativo todas estas relaciones y concluyó que solamente podía probarse la relación genética de las lenguas chibchas con la lengua paya (y el grupo pech), con la cual puede postularse un microfilo chibcha-paya. En la misma línea Constenla (2002) muestra el parentesco entre el lenca y el misumalpa, y Constenla (2005) encuentra base para postular en lenca-misumalpa-chibcha o lenmichi, pero el resto de relaciones en el grupo chibchano o paezano no parecen haber recibido confirmación por parte de los especialistas que usan los requerimientos más rigurosos de la lingüística histórica.
Matteson (1972), por otra parte, demostró que el páez tiene un bajo porcentaje de palabras relacionadas con la lengua guambiana a pesar de su vecindad y aun menor con el resto de la familia barbacoana, por lo que su inclusión en el grupo barbacoa no era correcta. El páez tiene más vocablos relacionados con las familias arawak y chibcha y con el quechua y por tanto la familia páez de Swadesh no tendría una base lexical.
Curnow y Liddicoat (1998) dejaron clara la pertenencia del grupo guambiano a la familia barbacoa y Curnow (1998) demostró que el páez no pertenece a esa familia. Desde 1877 Uricoechea había puesto en duda la pertenencia del páez a la familia chibcha y encontrado relaciones morfológicas con las lenguas andinas. Lo cierto es que sigue sin probarse su pertenencia a la familia chibcha y en cambio se acepta su relación con el andaquí (Gordon 2005) y tal vez con otras lenguas extinguidas (Adelaar & Muysken 2004).
A partir de las críticas de Constenla, Matteson y Curnow, la hipótesis de Greenberg ha sido rechazada por varios lingüistas expertos como Landaburu (1999) y Fabre (2005). A pesar de ello aún es defendida por otros, como Young (1990) y Craig (1992), y se mantiene en clasificaciones como la de Proel, que considera el gran tronco chibchano-paezano, constituido por una parte por el subtronco chibchano, que a su vez subdivide en chibcha nuclear, purépecha (paya y lenca) y yanomami; y por otra por un subtronco macro-paezano constituido por las subdivisiones páez-barbacoano y kunsa-kapishaná y las lenguas warao e itonama. En cambio, un eventual grupo chibchano-paezano no es considerado en la clasificación de Ethnologue (Gordon 2005).